# 虹彩六號：拉斯維加斯
《虹彩六號：拉斯維加斯》是一款由育碧蒙特利爾和育碧魁北克開發，育碧發行的戰術第一人稱射擊遊戲。
續集《虹彩六號：拉斯維加斯2》由育碧蒙特利爾開發，並在2008年3月發行第七代主機版和在2008年4月發行個人電腦版。

## 外部連結
- 莫比游戏上的《虹彩六號：拉斯維加斯》（英文）
- 莫比游戏上的《虹彩六號：拉斯維加斯（PSP）》（英文）
- 虹彩六號：拉斯維加斯在巴哈姆特的頁面（繁體中文）